# Trichosalpinx tenuiflora
Trichosalpinx tenuiflora là một loài thực vật có hoa trong họ Lan. Loài này được (Schltr.) Luer miêu tả khoa học đầu tiên năm 1983.